# Tomoko Yoshida
Tomoko Yoshida (jap. 吉田 知子, Yoshida Tomoko, bürgerlich Tomoko Kira 吉良 知子; * 6. Februar 1934 in Hamamatsu, Präfektur Shizuoka) ist eine japanische Schriftstellerin.

## Leben
Yoshida studierte an der staatlichen Frauenuniversität Nagoya Wirtschaftswissenschaften. Sie wuchs auf in Shinkyō (heute: Changchun) – Hauptstadt von Mandschukuo – und in der nördlichen Mandschurei. Nach dem Zweiten Weltkrieg lebte sie in Toyohara (heute: Juschno-Sachalinsk) auf der Insel Sachalin, von wo sie 1947 nach Japan zurückkehrte. Sie arbeitete als Journalistin in der Zweigstelle Nagoya für die Zeitung Ise Shimbun, dann als Lehrerin an einer Oberschule in Hamamatsu.
1963 wirkte sie an der Literaturzeitschrift Gomu (ゴム) mit, 1967 debütierte sie mit Fabeln, Parabeln (寓話) im Verlag Shinchō (新潮).

## Preise und Auszeichnungen
- 1970 Akutagawa-Preis für Mumyōjōya (無明長夜)
- 1985 Frauenliteraturpreis für Manshū wa shiranai (満洲は知らない)
- 1992 Kawabata-Yasunari-Literaturpreis für die Kurzgeschichte Osonae (お供え)
- 1998 Izumi-Kyōka-Literaturpreis für Hako no tsuma (箱の夫)

## Werke (Auswahl)
- 1970 Mumyōjōya (無明長夜)
- 1971 Iki mono tachi (生きものたち)
- 1971 Yoshida Tomoko sakuhin sen (吉田知子作品選, Werkauswahl)
- 1974 Neko no me, onna no me (猫の目、女の目)
- 1979 Inu no kōfuku (犬の幸福)
- 1980 Chichi no haka (父の墓)
- 1981 Watashi no ai no monogatari (わたしの恋の物語)
- 1985 Manshū wa shiranai (満洲は知らない)
- 19985 Kamo (鴨)
- 1993 Osonae (お供え)
- 1996 Sennen ōrai (千年往来)
- 1998 Hako no tsuma (箱の夫)
- 2003 Nihon nanmin (日本難民)